# Битва під Земпахом
Битва під Земпахом (нім. Sempach; 9 липня 1386) — битва між ополченням Швейцарського союзу й австрійськими військами Габсбургів. Розгром австрійської армії швейцарцями забезпечив визнання Габсбургами незалежності Швейцарії.

## Передумови
Після поразки австрійців у битві під Моргартеном у 1315 році Швейцарський союз почав швидко зростати: до трьох перших лісових кантонів долучились нові: Цюрих у 1351 році, Гларус й Цуг у 1352 році, Берн у 1353. Нарешті у 1380 році до складу союзу увійшов Люцерн. Посилення Швейцарії сильно турбувало австрійських герцогів, що претендували на сюзеренітет над північними регіонами країни. Успіхи у здобутті нових земель, досягнуті герцогом Австрії Леопольдом III, створили можливості для рішучої атаки Габсбургами Швейцарської конфедерації. Приводом стало приєднання Люцерну, що перебував в орбіті габсбурзької монархії, до Швейцарії.

## Перебіг битви
Влітку 1386 року велика австрійсько-тірольська армія під командуванням самого герцога Леопольда III вирушила до Швейцарії. Уникаючи атак на крупні міста, австрійці 8 липня оточили невелике містечко Земпах за 13 км на південь від Люцерна. Незважаючи на чисельну перевагу австрійців, гарнізон Земпаха відмовився капітулювати, очікуючи на підхід основних швейцарських військ. Вже 9 липня, форсувавши річку Ройс, об'єднана армія Швейцарського союзу підійшла до розташування військ Леопольда III. У складі швейцарських військ були ополчення лісових кантонів, а також Цюриха й Люцерна. Ймовірно, швейцарська армія в декілька разів переважала австрійську, однак поступалась їй в озброєнні та навченості.
Припускаючи, що перед ними основні сили швейцарської армії, Леопольд III віддав наказ про початок атаки. Австрійські лицарі спішились й обрушились на швейцарців. Однак це виявився лише авангард військ супротивника. Головні швейцарські сили, розбивши колону ар'єргарду, що йшла на допомогу Леопольду III, перегрупувались й ударили австрійцям у фланг. Атака була настільки сильною, що піші лицарі були миттєво зім'яті, а їхні солдати, що охороняли коней, почали тікати. Австрійські війська були цілком розбиті, герцог Леопольд III й велика кількість австрійських дворян загинули на полі бою.
За легендою, ключову роль у перемозі відіграв швейцарський лицар Арнольд фон Вінкельрід, який з криком «Я відкрию вам прохід, а ви потурбуйтесь про мою дружину й дітей!» кинувся на вістря списів австрійців, тягнучи їх своїм тілом до землі й відкриваючи можливість швейцарцям для атаки.

## Наслідки
Розгром під Земпахом змусив Габсбургів визнати фактичну незалежність Швейцарського союзу. За миром 1394 року австрійський герцог Альбрехт III відмовився від сюзеренітету над швейцарськими кантонами.